# Tiago Ricardo
Tiago Miguel Gaudêncio Dias Ricardo (nascido a 26 de julho de 2002) é um economista, académico, investigador e dirigente associativo português. É Diretor Executivo do Institute of Public Policy – Lisbon, Young Elected Policitian no Comité Europeu das Regiões e Comissário Nacional da Juventude Socialista. É colunista regular no jornal Observador, onde escreve sobre economia, política e juventude.

## Formação académica
Tiago Ricardo concluiu a licenciatura em Economia no ISEG com uma média final de 18 valores, recebendo várias distinções académicas. Especializou-se em Economia e Políticas Públicas na mesma instituição.
Foi distinguido com os seguintes prémios:
- Prémio Professor Jacinto Nunes, atribuído pelo Banco de Portugal.[1];
- Prémio Caixa Geral de Depósitos;
- Prémio Otelinda Silveira, atribuído pelo ISEG;
- Bolsa de Investigação “Novos Talentos”, atribuída pela Fundação Calouste Gulbenkian;
- Medalha de Mérito da Fundação Calouste Gulbenkian[2]

No âmbito da bolsa “Novos Talentos”, desenvolveu uma proposta de reforma do sistema eleitoral português para um modelo misto de representação proporcional, inspirado no sistema alemão, sob orientação de Paulo Trigo Pereira.

## Atividade académica e profissional
Entre 2024 e 2025, foi assistente convidado no Departamento de Economia do ISEG. Desempenha também as funções de Executive Assistant e investigador no Institute of Public Policy – Lisbon, participando no projeto mediático “Reformar o Sistema Eleitoral, Renovar a Democracia”, cujo manifesto foi assinado por 25 personalidades.
Em 2024, foi coautor do artigo Portuguese Youth Saving Determinants and Financial Literacy, publicado na revista European Review of Business Economics.

## Participação pública e associativa
Tiago Ricardo é Young Elected Politician no Comité Europeu das Regiões, por via do mandato de um ano, estando integrado no grupo dos Socialists & Democrats. É Comissário Nacional da Juventude Socialista e presidente da estrutura concelhia da Juventude Socialista de Abrantes. Exerce também funções como deputado na Assembleia Municipal de Abrantes, eleito pelo Partido Socialista.
Foi Presidente da Direção da Associação Juvenil Cem Rumos entre 2022 e 2024, organizando eventos como o festival de verão "Vale das Mós Summer Fest", com apoio do Instituto Português do Desporto e Juventude (IPDJ), Turismo do Centro de Portugal e rádio Cidade FM.
É ainda cofundador do Youth Club Portugal e conselheiro da Federação Nacional das Associações Juvenis (FNAJ).

## Participação nos media
Tiago Ricardo é colunista regular no Jornal Expresso e no Observador, tendo sido opinion maker do jornal Público. Participou como orador convidado no programa Contra-Corrente da Rádio Observador, intervindo regularmente no debate público sobre temas ligados à juventude, economia e políticas sociais.